# 't Bruggehoofd Leiden

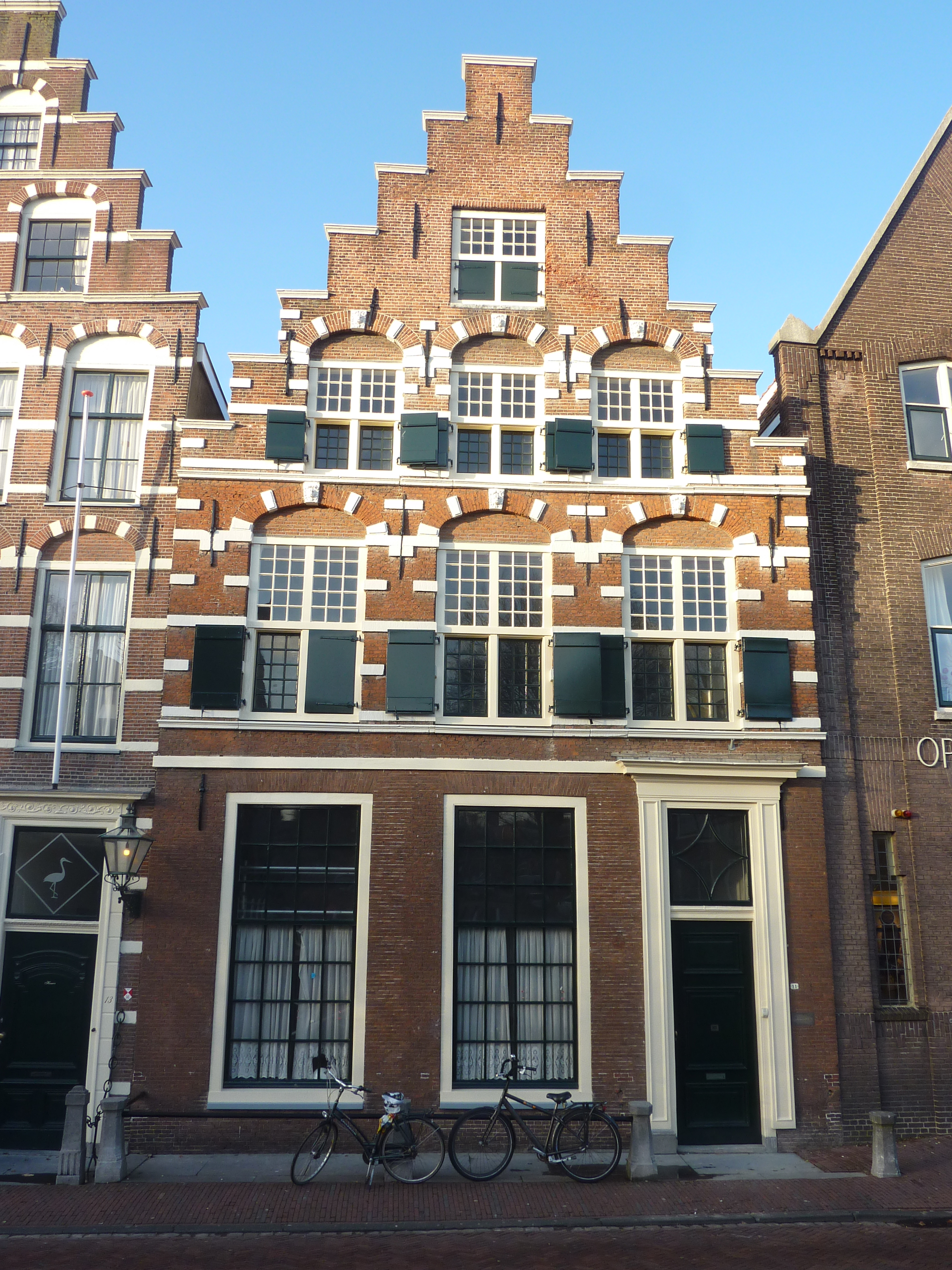

‘t Bruggehoofd Leiden is een rijksmonument aan het Steenschuur 11 in Leiden.

## Geschiedenis
Het Steenschuur ligt in het centrum van Leiden, in het verlengde van het Rapenburg. Het is in de dertiende eeuw gegraven als vestinggracht langs de zuidzijde van de stad. En vermoedelijk vernoemd naar een dichtbij gelegen stenen schuur. Als de stad zich vervolgens later uitbreidt komt het Steenschuur binnen de stadsmuren te liggen.
En er verrijzen monumentale panden, waar zich de gegoede burgerij vestigt. Een ervan is Steenschuur 11, dat is opgebouwd uit diverse delen. Het voorhuis dateert uit de periode 1460-1466, zo blijkt uit dendrochronologisch onderzoek van de kap. De kap van het achterhuis is tussen 1488 en 1500 gebouwd, zo blijkt eveneens uit dendrochronologisch onderzoek van de samengestelde houtskelet.

## Verbouwingen
Waarschijnlijk ruim honderd jaar later is het gebouw ingrijpend gemoderniseerd. Met onder meer een nieuwe stenen voorgevel, de stijlkenmerken duiden op het begin van de 17e eeuw. Karakteristiek is de trapgevel.
In de achttiende eeuw is er wederom een verbouwing. Hierbij verhuizen de klassieke schouwen naar de zijmuren. Steenschuur 11 overleeft wonderlijk genoeg de Leidse buskruitramp in 1807. 
Een stevige verbouwing start in 1968 als de Christelijk Gereformeerde Gemeente het pand aankoopt. Inpandig wordt het gebouw gestript en de authentieke houtskeletten worden hersteld en gereconstrueerd. Ook komt er een aanbouw. Na de restauratie draagt het de naam ‘t Bruggehoofd.
Het pand ondergaat een uitgebreide verbouwing en restauratie als het in 2009 in particuliere handen komt en een van de eigenaren er zijn kantoor vestigt. Bij deze renovatie ontstaat onder meer toegang tot de middeleeuwse kelder en worden trappen gereconstrueerd. Met oog voor detail telt een van de balken een kleurtrapje, verwijzend naar de diverse verflagen. De oorspronkelijke kleur is dodekop, een dieprode tint. Die ook zichtbaar is op de huidige gevel.

## Functie
Steenschuur 11 heeft sinds de vijftiende eeuw bijna altijd een woonfunctie. De piscina in het rijksmonument is zeer bijzonder voor een woonhuis. Deze nis in de muur, waar een wasbekken kon staan, is aangebracht in het kader van privé-devotie: het thuis uitoefenen van het geloof. 
Een religieus accent volgt als rondom 1970 de kerk er een vergaderruimte creëert. De zogeheten Opstandingskerk verlaat het Steenschuur in 2007. Na ruim vier jaar leegstand krijgt het pand een woon- en kantoorbestemming. In 2015 besluit de volgende eigenaar er een boetiekhotel te vestigen met de naam Steenhof Suites.